# Dan Leonette

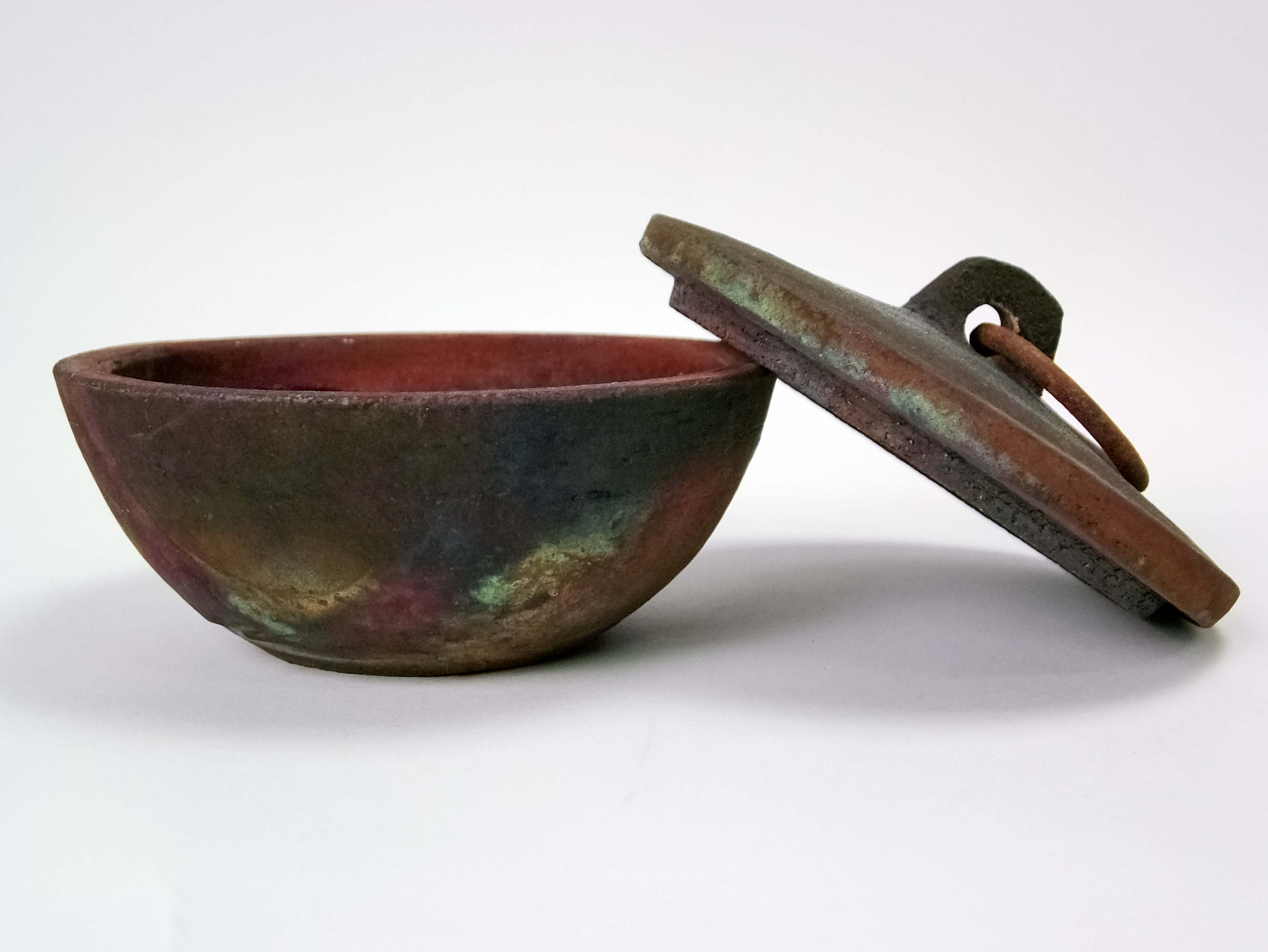
Copper Matte raku burk med lock.

Danny (Dan) Leonette, född 7 december 1941 i Kalifornien i USA, är en amerikansk-svensk keramiker och målare.
Dan Leonette växte upp i Santa Barbara i Kalifornien, där han började utbilda sig till keramiker. Han flyttade till Storbritannien och studerade för keramikern Emanuel Cooper (1938–2012). Han inspirerades också av keramikern och konsthantverksläraren Bernard Leach (1887–1979), som var utbildad i tillverkning av rakukeramik i Japan.
Han flyttade senare till Halmstad i Sverige och 1983 till Gotland, där han från 1986 har sin ateljé i Kräklingbo. Sedan mitten av 1990-talet arbetar han i sin keramik huvudsakligen med raku och lågbränd keramik.
Han är gift med konsthantverkaren Kerstin Leonette.